# Hieronimo Citoni
Hieronimo Citoni est un architecte et urbaniste italien de la seconde moitié de XVIe siècle.

## Biographie
À la Renaissance, les princes firent appel à des architectes italiens pour la réalisation de fortifications mais aussi pour leurs idées nouvelles en matière d'urbanisme et de construction civile.
Hieronimo Citoni créa la Ville-neuve de Nancy en 1596. Celle-ci présente un plan hippodamien.